# Theodor Däubler

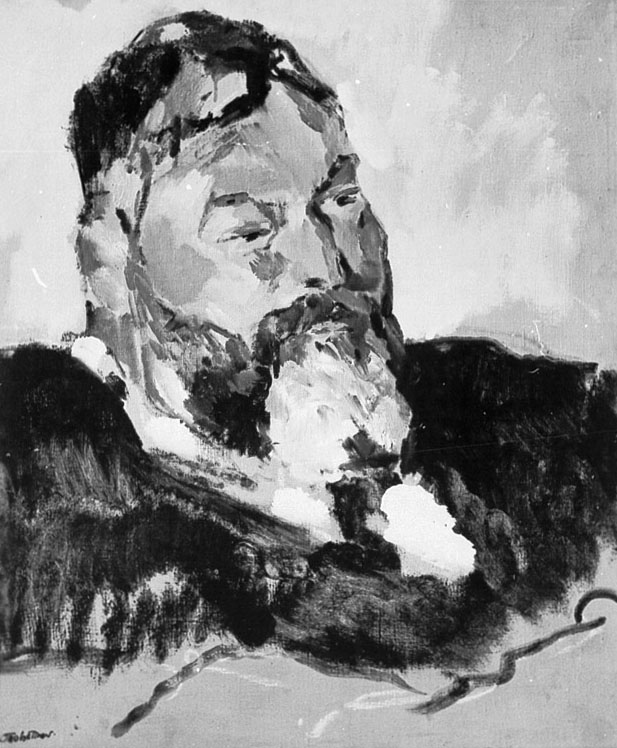
Porträt von Otto Hettner

Theodor Däubler um 1926 auf einer Fotografie von Genja Jonas

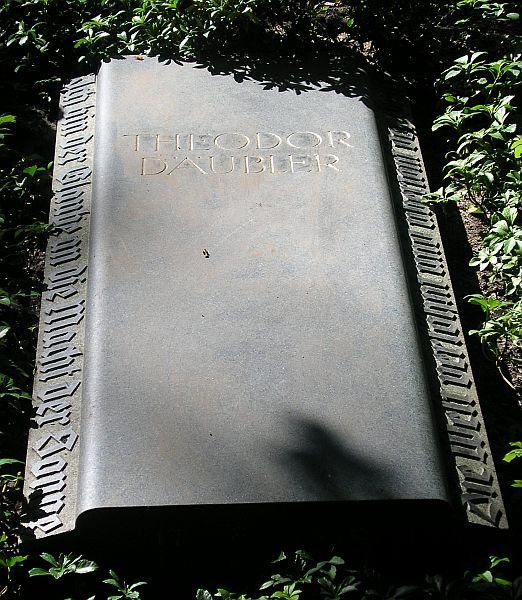
Ehrengrab von Theodor Däubler auf dem Friedhof Heerstraße in Berlin-Westend

Theodor Adolph Johannes Eduard Däubler (* 17. August 1876 in Triest, Österreich-Ungarn; † 13. Juni 1934 in St. Blasien, Schwarzwald) war ein österreichisch-deutscher Schriftsteller, Epiker, Lyriker, Erzähler und Kunstkritiker.

## Leben
Däubler wurde am 17. August 1876 als Sohn einer schlesischen Mutter und eines aus Schwaben stammenden Vaters in Triest, dem wichtigsten Hafen Österreich-Ungarns, geboren, wo er zweisprachig, nämlich deutsch-italienisch, erzogen wurde. Sein Vater war der Kaufmann Carl Däubler (* 29. September 1852 in Augsburg; † Januar 1941 in Wien), seine Mutter dessen Ehefrau Oktavia, geb. Brehmer (* 3. Oktober 1855 in Breslau; † 1. November 1905 am Semmering bei Wien). Beide Eltern gehörten ursprünglich der römisch-katholischen Kirche an. Die Mutter trat später zum Protestantismus über; die Eheschließung am 28. Oktober 1875 erfolgte nach protestantischem Ritus in Triest.
Däubler hatte drei Schwestern:
Elena (* 11. April 1880 in Triest; † September 1935 in Prag); heiratete 1902/03 in Wien Däublers Freund, den Maler Otto Theodor Wolfgang Stein, und nach ihrer Scheidung, etwa 1924, den Maler Willi Nowak, Professor an der Prager Kunstakademie.
Elsa (* 6. Juli 1885 in Triest; † 25. September 1965 in Wien); heiratete den Ministerialbeamten Emerich Lökher (* 3. August 1875; † 11. Januar 1913).
Edith (* 6. Dezember 1888 in Triest; † 12. Mai 1955 in Berlin); heiratete in erster Ehe den Fabrikanten Egmund Schamberg; war nach dessen Tod (1913) während des Ersten Weltkriegs als Sekretärin in Herwarth Waldens Galerie Der Sturm tätig; verlobte sich 1916 mit Johannes R. Becher; heiratete 1918/19 in Berlin den Maler Robert Michael (Bob) Bell, von dem sie in den 1920er Jahren geschieden wurde.
Seine Jugend verbrachte Däubler in Triest und Venedig. Nach dem Abitur zog er mit seinen Eltern nach Wien, begann aber bald ein unstetes Vagantenleben, das ihn unter anderem nach Neapel, Berlin, Paris und Florenz führte. Zwischen 1910 und 1914 durchwanderte er Italien. Während des Ersten Weltkriegs lebte er in Berlin und Dresden. 1919 ging er nach Genf.
Ab 1910 erschienen erste Werke Däublers, die von den Dichtern des gerade aufkommenden Expressionismus begeistert aufgenommen wurden, unter anderem Das Nordlicht (1910), ein wortmächtiges Versepos in drei Bänden, an dem Däubler seit 1898 gearbeitet hatte. Diese sog. „Florentiner Fassung“ überarbeitete er, und sie wurde 1921/22 in nunmehr zwei Bänden als „Genfer Fassung“ neu herausgegeben. Das Versepos wurde 1916 von dem jungen Juristen und Privatdozenten Carl Schmitt in einer Monographie enthusiastisch interpretiert (Schmitt, Carl: Theodor Däublers 'Nordlicht' – Drei Studien über die Elemente, den Geist und die Aktualität des Werkes. München 1916). Eine späte „Athener Fassung“ blieb Fragment. Im Jahr 1919 nahm Kurt Pinthus 17 Gedichte Däublers in seine sehr einflussreiche Anthologie expressionistischer Lyrik Menschheitsdämmerung auf. 1920 schrieb er die Einführung zu der Grafik-Mappe "In memoriam Wilhelm Morgner", die von der Galerie Alfred Flechtheim in Düsseldorf herausgegeben wurde. 1921 ging Däubler nach Griechenland, von wo aus er auch Ägypten, Syrien und Palästina bereiste und gelegentliche Reiseberichte für deutsche Zeitungen schrieb. Im Januar 1921 weilte Däubler erstmals im Schweizer Kurort Arosa. Während eines weiteren Aufenthalts im Herbst 1928 verfasste er vermutlich einen Text über diesen Ort, der im Februar 1929 in der Zeitschrift Atlantis erschien. Schwer krank war Däubler 1926 nach Deutschland zurückgekehrt. Nach seiner Genesung begann er neue Reisen, die ihn unter anderem nach Italien, Skandinavien, England, Frankreich und auf den Balkan führten. 1929–1931 beschäftigte er den späteren Suhrkamp-Lektor Friedrich Podszus als Privatsekretär.
1932 erkrankte er an Tuberkulose. Nach einem Schlaganfall 1933 brachte ihn seine Schwester zur Kur nach St. Blasien, wo er Mitte Juni 1934 im Alter von 57 Jahren im Sanatorium St. Blasien verstarb.
Die Beisetzung fand auf dem Friedhof Heerstraße im Berliner Bezirk Charlottenburg (heutiger Ortsteil Westend) statt. Der erste Entwurf für ein Grabdenkmal stammte von Däublers Freund Ernst Barlach und sah eine große rechteckige Tafel samt schwebendem Genius mit den Zügen des Verstorbenen vor. Die Umsetzung scheiterte an der Weigerung der Reichsschrifttumskammer, Geld für eine Arbeit Barlachs zur Verfügung zu stellen. Das erhaltene, schlichtere Denkmal ist ein Werk von Wilhelm Wulff, einem weiteren Freund Däublers. Es handelt sich um eine Grabplatte mit Reliefinschriften an den Längsseiten – Zitate aus Schriften des Toten: „Ich bin der Glaube an die Macht der Sonne.“ – „Die Welt versöhnt und übertönt der Geist.“

## Ehrungen
Ende der 1920er Jahre wurde Däubler für sein Werk wiederholt geehrt. So erhielt er die Goethe-Medaille, wurde Mitglied der Akademie der Künste, Ehrendoktor der Friedrich-Wilhelms-Universität zu Berlin und Vorsitzender des deutschen PEN-Clubs (Dezember 1927).
Auf Beschluss des Berliner Senats ist die letzte Ruhestätte von Theodor Däubler auf dem Friedhof Heerstraße (Grablage: Feld 16-B-20) seit 1958 als Ehrengrab des Landes Berlin gewidmet. Die Widmung wurde zuletzt 2016 um die inzwischen übliche Frist von zwanzig Jahren verlängert.

## Werke

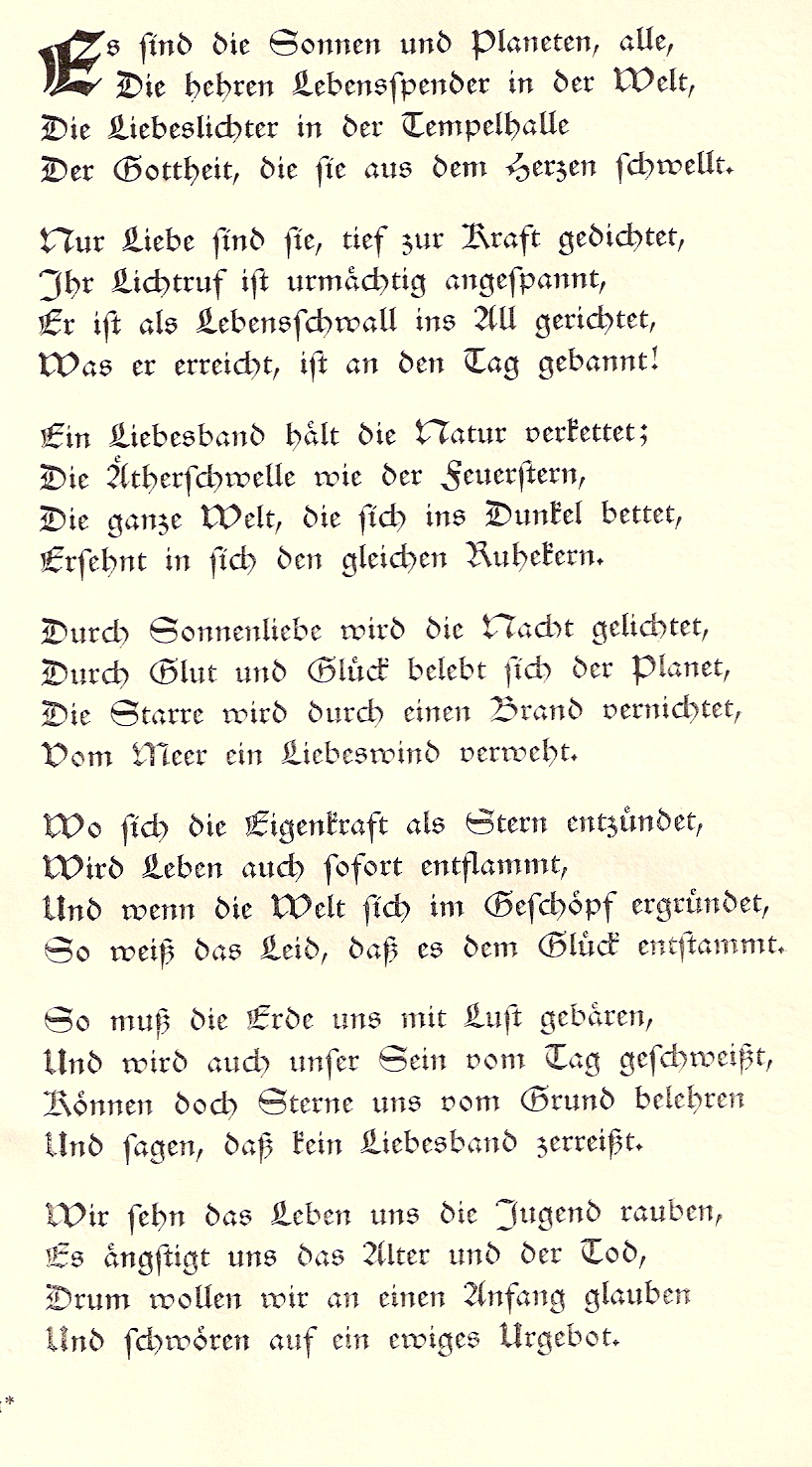
Das Nordlicht. Florentiner Ausgabe. Seite 1

Das Nordlicht. Florentiner Ausgabe. Schlußzeilen vom Autor signiert. Exemplar aus dem Besitz Conrad Felixmüllers

- Das Nordlicht. Florentiner Ausgabe. Georg Müller, München u. a. 1910, (in 700 num. Exemplaren), online; (Genfer Fassung. Insel Verlag, Leipzig 1921–1922).
  - Das Nordlicht (Florentiner Ausgabe). Neuausgabe Hofenberg, Berlin 2018, ISBN 978-3-7437-2443-3.
- Ode und Gesänge. Verlag der Neuen Blätter, Dresden-Hellerau u. a. 1913 (120 Exemplare auf Bütten; wurde 1916 in die „Hymne an Italien“ eingefügt).
- Wir wollen nicht verweilen. Autobiographische Fragmente. Georg Müller, München 1914.
- Hesperien. Eine Symphonie. Georg Müller, München u. a. 1915.
- Der sternhelle Weg. Hellerauer Verlag, Dresden-Hellerau 1915.
- Hymne an Italien. Georg Müller, München 1916.
- Hymne an Venedig. Barger, Berlin 1916 (Kriegsdruck der Cranach-Presse, Weimar, in 100 Exemplaren).
- Mit silberner Sichel. Hellerauer Verlag, Dresden-Hellerau 1916 Digitalisat.
- Der neue Standpunkt. Hellerauer Verlag, Dresden-Hellerau 1916.
- Das Sternenkind. Insel-Verlag, Leipzig, 1916.
  - Das Sternenkind. Neuausgabe Hofenberg, Berlin 2018, ISBN 978-3-7437-2599-7.
- Im Kampf um die moderne Kunst (= Tribüne der Kunst und Zeit. Eine Schriftensammlung. Nr. 3, ZDB-ID 532403-8). Reiß, Berlin 1919.
- Die Treppe zum Nordlicht. Insel-Verlag, Leipzig 1920.
- Die Perlen von Venedig. Insel-Verlag, Leipzig 1921.
- Der unheimliche Graf. Der Werwolf. Die fliegenden Lichter. Banas & Dette, Hannover 1921, (Novellen), Digitalisat.
  - Der unheimliche Graf und andere Erzählungen. Neuausgabe Hofenberg, Berlin 2018, ISBN 978-3-7437-2865-3.
- Der heilige Berg Athos. Eine Symphonie III. Insel-Verlag, Leipzig 1923.
- Päan und Dithyrambos. Eine Phantasmagorie. Insel-Verlag, Leipzig 1924.
- Attische Sonette. Insel-Verlag, Leipzig 1924, Digitalisat.
  - Attische Sonette. Neuausgabe Hofenberg, Berlin 2018, ISBN 978-3-7437-2631-4.
- Der Schatz der Insel. Zsolnay, Berlin u. a. 1925, (Erzählung).
- Aufforderung zur Sonne (= Bekenntnisse. Eine Schriftenfolge von Lebens- und Seelenbildern heutiger Dichter. Heft 11, ZDB-ID 844228-9 = Außerordentliche Veröffentlichung der Gesellschaft der Bücherfreunde zu Chemnitz. 14 = Veröffentlichung der Gesellschaft der Bücherfreunde Chemnitz. 22). Gesellschaft der Bücherfreunde, Chemnitz 1926, Digitalisat.
- Bestrickungen. Novellen. Horen-Verlag, Berlin-Grunewald 1927.
- L'Africana. Roman. Horen-Verlag, Berlin-Grunewald 1928.
- Der Marmorbruch. Erzählung (= Reclams Universal-Bibliothek. Nr. 7075, ZDB-ID 134899-1). Reclam, Leipzig 1930.
- Die Göttin mit der Fackel. Roman einer kleinen Reise. Deutsche Buch-Gemeinschaft, Berlin 1931.
- Dichtungen und Schriften. Herausgegeben von Friedhelm Kemp. Kosel, München 1956.
- Das Nordlicht. (=Kritische Ausgabe. Bd. 6.1, 6.2 und 6.3). Hrsg. v. Stefan Nienhaus, Dieter Werner, Paolo Chiarini und Walter Schmitz, Dresden: Thelem 2004.
- Prosa I. (= Kritische Ausgabe. Bd. 2). Hrsg. v. Stefan Nienhaus, Dieter Werner, Paolo Chiarini und Walter Schmitz, Dresden: Thelem 2017, ISBN 978-3-933592-48-4.

Publikationen in Zeitschriften, Zeitungen und Herausgeberschriften
- Deux Peintres Polonais. Gotlieb e Slewinski. In: L´Europe Artiste. Serie Nouvelle 1. Paris: Bureau du journal 1904, S. 39–45.
- Aus dem Epos vom alten Rom. In: Neue Blätter 1 (1912). Heft 3, S. 18–19.
- Der Nachtwandler. In: Neue Blätter 1 (1912). Heft 1, S. 3.
- Gedichte: Der Lenz, Orpheus, Schwabenland, Der Baum, Was?, Der Blinde. In: Der Brenner 3 (1912). Heft 4, S. 141–151.
- Gedichte: Goldene Sonette I + II, Flügellahmer Versuch, S. 343, 397.
- Ode und Gesänge: Ode an Rom, Sang an Siena, Sang an Pisa, Sang an Volterra. In: Neue Blätter 2 (1912). Heft 5/6, S. 5–42.
- Schnee. In: Neue Blätter 1 (1912). Heft 7, S. 49–56.
- Däubler, Theodor: Erkundung, Hymne an Sizilien, Sang an Genua. In: Neue Blätter 3 (1913). Heft 4 „Däublerheft“, S. 3–64.
- Sang an Mailand. In: Die Aktion V (1915). Heft 18/19, S. 217–225.
- Messalina. In: Die Aktion V (1915). Heft 20/21, S. 249–250.
- Das Drama von Ferrara. (Parisina, Ugo, Der Papagei). In: Die Aktion V(1915). Heft 22/23, S. 277.
- Picasso. Ein Essay. In: Die Aktion V (1915). Heft 33/34, S. 409–419.
- Oktober. Am Meere. In: Die Aktion V (1915). Heft 39/40. Sondernummer:Sechste lyrische Anthologie, S. 485.
- Die Russin. In: Die Aktion V (1915). Heft 43/44, S. 534–535.
- Paul Gauguin. In: Die Aktion V (1915). Heft 51, S. 633–634.
- Über die Kunst im heutigen Italien. In: Die Aktion VI (1916). Heft 7/8, S. 103–104.
- Theodor Däubler – Heft. In: Die Aktion VI (1916). Heft 11/12, S. 131–156.
- Notiz über den Maler Hans Richter. In: Die Aktion VI (1916). Heft 13, S. 181–182.
- Bemerkungen zu Shakespeare´s „Was ihr wollt“. In: Die Aktion VI(1916). Heft 16/17, S. 233–234.
- Sang an Amalfi. In: Die Aktion VI (1916). Heft 20/21, S. 261–267.
- Die Taube. In: Die Aktion VI (1916). Heft 24/25, S. 328/331.
- Der kurze Tag. In: Die Aktion VI (1916). Heft 27/28. Sonderheft Deutschland, S. 393.
- Die Saat. In: Die Aktion VI (1916). Heft 31/32, S. 440.
- Der Reiter. In: Die Aktion VI (1916). Heft 39/40, S. 544–545.
- Gespenster. In: Die Aktion VI (1916). Heft 41/42, S. 570.
- mit Ferdinand Hardkopf: 7 Balladen. In: Die Aktion VI (1916). Heft 45/46, S. 607–614.
- Munch. 1.Teil. In: Die Aktion VI (1916). Heft 47/48, S. 638–644.
- Munch. 2.Teil. In: Die Aktion VI (1916). Heft 49/50, S. 666–670.
- Der Schwur. In: Die Aktion VI (1916). Heft 51/52, S. 709.
- Alphonse de Lamartine: Tassos Kerker. Nachdichtung von Theodor Däubler. In: Die Aktion VI (1916). Heft 14/15, S. 193.
- Aldo Palazzeschi: X-Strahlen. Übertr. von Theodor Däubler. In: Die Aktion VI (1916). Heft 3/4, S. 27–29.
- Aldo Palazzeschi: Die Bildnisse der Ammen. Paradiesische Einblicke. Übertr. von Theodor Däubler. In: Die Aktion VI (1916). Heft 3/4, S. 87–89/92.
- Aldo Palazzeschi: Besuch bei der Gräfin Eva Pizzardini Bo. Übertr. von Theodor Däubler. In: Die Aktion VI (1916). Heft 14/15, S. 183–186.
- Émile Verhaeren: Der Auszug. Übertr. von Theodor Däubler. In: Die Aktion VI (1916). Heft 5/6, S. 53–56.
- Über Albert Kollmann. In: H. v. Flotow (Hrsg.): Albert Kollmann. Ein Leben für die Kunst. Berlin-Friedenau: Verlag der Kröpelinschen Buchhandlung 1921, S. 21–29.

## Sekundärliteratur, Rezensionen
(chronologisch)
- Hugo Neugebauer: Ein sibyllinisches Buch. In: Der Brenner. Jg. 1, Heft 13, 1910, S. 345–359.
- Paul Adler: Theodor Däubler. Ein Gespräch mit dem unlustigen Leser über einen Dichter. In: Pan. Jg. 2, Heft 18, 1912, S. 536–540.
- Paul Adler: Nordlicht. In: Das literarische Echo. Jg. 14, Heft 24, 1912, S. 1683–1690.
- Johannes Schlaf: Theodor Däubler. In: Der Brenner. Jg. 3, Heft 3, 1912, S. 120–127.
- Viktor Bitterlich: An Theodor Däubler. In: Der Brenner. Jg. 3, Heft 4, 1912, S. 205.
- Hugo Neugebauer: Zur Würdigung Theodor Däublers. In: Der Brenner. Jg. 3, Heft 4, 1912, S. 198–204.
- Friedrich Markus Huebner: Theodor Däubler. Wir wollen nicht verweilen. Autobiographische Fragmente. (Rezension). In: Die Aktion. Jg. 4, Heft 36/37, 1914, S. 765–766.
- Erhard Buschbeck: Däublers „Hesperien“. (Rezension). In: Die Aktion. Jg. 6, Heft 26, 1916, S. 362–363.
- Adalbert Elschenbroich: Däubler, Theodor. In: Neue Deutsche Biographie (NDB). Band 3, Duncker & Humblot, Berlin 1957, ISBN 3-428-00184-2, S. 470–472 (Digitalisat).
- Albrecht Franke: Däubler in Sankt Blasien. In: Albrecht Franke: Letzte Wanderung. Erzählungen. Union-Verlag, Berlin 1983, S. 67–95.
- Else Lasker-Schüler: Unser Spielgefährte Theodorio Däubler. In: Else Lasker-Schüler: Der Prinz von Theben und andere Prosa (= dtv 10644). Deutscher Taschenbuch-Verlag, München 1986, ISBN 3-423-10644-1, S. 206 f.
- Alphons Hämmerle: Ich bin der Glaube an die macht der Sonne. Theodor Däubler. In: Alphons Hämmerle: Spruch und Widerspruch. Europäische Dichtung. 12 Essays (= Innerschweizer Lyrik- und Prosatexte. Innerschweizer Prosatexte. Bd. 6). Cantina-Verlag, Goldau 1989, ISBN 3-85714-023-2, S. 27–33.
- Friedhelm Kemp: Theodor Däubler. In: Gunter E. Grimm, Frank Rainer Max (Hrsg.): Deutsche Dichter. Leben und Werk deutschsprachiger Autoren. Band 7: Vom Beginn bis zur Mitte des 20. Jahrhunderts (= Reclams Universal-Bibliothek. Nr. 8617). Reclam, Stuttgart 1989, ISBN 3-15-008617-5, S. 9–15.
- Peter Demetz: Franz Pfemferts „Aktion“. Theodor Däubler und der Futurismus. In: Peter Demetz: Worte in Freiheit. Der italienische Futurismus und die deutsche literarische Avantgarde (1912–1934). Mit einer ausführlichen Dokumentation (= Piper. Bd. 1186). Piper, München u. a. 1990, ISBN 3-492-11186-6, S. 63–77 und 264–292.
- Hansgeorg Schmidt-Bergmann: Das Wort erfüllt den Raum – Theodor Däubler. In: Hansgeorg Schmidt-Bergmann: Die Anfänge der literarischen Avantgarde in Deutschland. Über Anverwandlung und Abwehr des italienischen Futurismus. Ein literarhistorischer Beitrag zum expressionistischen Jahrzehnt. M und P – Verlag für Wissenschaft und Forschung, Stuttgart 1991, ISBN 3-476-45008-2, S. 226–242, (Zugleich: Karlsruhe, Universität, Dissertation, 1990).
- Nicolaus Sombart: Theodor Däublers Nordlicht – auch ein Buch von Carl Schmitt. In: Nicolaus Sombart: Die deutschen Männer und ihre Feinde. Carl Schmitt – ein deutsches Schicksal zwischen Männerbund und Matriarchatsmythos. Hanser, München u. a. 1991, ISBN 3-446-15881-2, S. 122–154.
- Christine Holste: Der Forte-Kreis. (1910–1915). Rekonstruktion eines utopischen Versuchs. M und P – Verlag für Wissenschaft und Forschung, Stuttgart 1992, ISBN 3-476-45018-X (Zugleich: Berlin, Freie Universität, Dissertation, 1991).
- Idee des Nordlichts (Theodor Däubler). In: Peter Sloterdijk, Thomas H. Macho (Hrsg.): Weltrevolution der Seele. Ein Lese- und Arbeitsbuch der Gnosis von der Spätantike bis zur Gegenwart. Artemis und Winkler, München u. a. 1993, ISBN 3-7608-1090-X, S. 580–587.
- Moritz Baßler: Das Sternspiel. Vom Wuchern der Textur (Theodor Däubler). In: Moritz Baßler: Die Entdeckung der Textur. Unverständlichkeit in der Kurzprosa der emphatischen Moderne 1910–1916 (= Studien zur deutschen Literatur. Bd. 134). Max Niemeyer, Tübingen 1994, ISBN 3-484-18134-6, S. 60–78, (Zugleich: Tübingen, Universität, Dissertation, 1993).
- Lothar Müller: Elektrische Ekstasen. Kataklystische Natur und technische Modernität bei Theodor Däubler. In: Eberhard Lämmert, Girogio Cusatelli (Hrsg.): Avantgarde, Modernität, Katastrophe. Letteratura, arte e scienza fra Germania e Italia nel primo '900 (= Studi italo-tedeschi. Bd. 4). Leo S. Olschki, Firenze 1995, ISBN 88-222-4352-8, S. 141–168.
- Moderne Texturen am Beispiel abstrakter Prosa. (Däubler, Theodor: Die Schraube). In: Moritz Baßler, Christoph Brecht u. a. (Hrsg.): Historismus und literarische Moderne. Max Niemeyer, Tübingen 1996, ISBN 3-484-10725-1, S. 181–196.
- Dieter Werner (Hrsg.): Theodor Däubler. Biographie und Werk. Die Vorträge des Dresdener Däubler-Symposions 1992 (= Germanistik im Gardez! Bd. 5). Gardez!-Verlag, Mainz 1996, ISBN 3-928624-39-3.
- Thomas Keller: Welterfahrung und Fremderfahrung. Zur Mythologie Theodor Däublers. In: Moritz Baßler, Hildegard Châtellier (Hrsg.): Mystique, mysticisme et modernité en Allemagne autour de 1900. Études. = Mystik, Mystizismus und Moderne in Deutschland um 1900. Presses Universitaires de Strasbourg, Strasbourg 1998, ISBN 2-86820-004-4, S. 255–278.
- Thomas Keller: Fremdheit ohne Alterität. Die Nordlicht-Mythologie Theodor Däublers. In: Bernd Thum, Thomas Keller (Hrsg.): Interkulturelle Lebensläufe (= Stauffenburg Discussion. Studien zur Inter- und Multikultur. Bd. 10). Stauffenburg-Verlag, Tübingen 1998, ISBN 3-86057-038-2, S. 191–234.
- Raymond Furness: Theodor Däubler. In: Raymond Furness: Zarathustra's Children. A Study of a lost Generation of German Writers. Camden House, Rochester NY u. a. 2000, ISBN 1-57113-057-8, S. 152–172.
- Alexander Dettmar: Norddeutsche Backsteingotik. Auf den Spuren von Ernst Barlach und Theodor Däubler (= Schriften der Ernst-Barlach-Stiftung. Reihe B; Nr. 7, ZDB-ID 2218587-2). Herausgegeben von Volker Probst. Ernst Barlach Stiftung, Güstrow 2000. (Zitatrekurse auf Däubler 84, Zell 76, Rietzschel 88).
- Stefan Nienhaus: Gertrude Steins und Theodor Däublers Picasso. In: Studia theodisca. Bd. 7, 2000, S. 81–96, doi:10.13130/1593-2478/1447.
- Dieter Werner (Hrsg.): Theodor Däubler. Zum Erscheinen der geistigen Landschaft Europas in der Kunst. Die Vorträge des Berliner Däubler-Symposions von 1996 (= Edition M & N. Bd. 4). M & N, Dillenburg 2000, ISBN 3-928796-04-6, 286 S.
- Nun entstieg den Tälern schnell massiges Dunkel – Theodor Däubler über das Spiel des Lichts und der Farben in Arosa. In: Ueli Haldimann (Hrsg.): Arosa. Hermann Hesse, Thomas Mann und andere in Arosa. Texte und Bilder aus zwei Jahrhunderten. AS-Verlag und Buchkonzept, Zürich 2001, ISBN 3-905111-67-5, S. 91–94.
- Carola von Edlinger: Kosmogonische und mythische Weltentwürfe aus interdiskursiver Sicht. Untersuchungen zu Phantasus (Arno Holz), Das Nordlicht (Theodor Däubler) und Die Kugel (Otto zur Linde) (= Studien zur Deutschen und Europäischen Literatur des 19. und 20. Jahrhunderts. Bd. 46). Peter Lang, Frankfurt am Main u. a. 2002, ISBN 3-631-38356-8 (Zugleich: Mainz, Universität, Dissertation, 2001).
- Stefanie Sonnentag: Spaziergänge durch das literarische Capri und Neapel. Arche-Verlag, Zürich u. a. 2003, ISBN 3-7160-2316-7.
- Iris Radisch: Nachricht von oben. Die Polarnacht im norwegischen Tromsö und das Warten aufs Nordlicht. In: Die Zeit. Nr. 7, vom 10. Februar 2005.
- Ulrich Klappstein: „Nordlichter“. Theodor Däubler im Werk Arno Schmidts. Aisthesis-Verlag, Bielefeld 2012, ISBN 978-3-89528-926-2.
- Dieter Werner: "Schweb empor mein Traumgebäude, über meinen Untergang!" Leben und Werk Theodor Däublers. In: Sinn und Form 3/2025, S. 372–385.